# ジョイ・ペイジ
ジョイ・ペイジ（Joy Page、本名：Joy Cerrette Paige、1924年11月9日 - 2008年4月18日）はアメリカ合衆国の女優。『カサブランカ』(1942)でのブルガリア人の花嫁、アニーナ・ブランデル役で知られる。カリフォルニア州ロサンゼルス出身。

## 経歴
1924年、メキシコ系アメリカ人でアフリカ系アメリカ人でもあるサイレント映画俳優のドン・アルバラード(本名José Paige)と、ロシア系ユダヤ人移民のAnn Boyar (1908年-1990年)の娘Joy Cerrette Paigeとして生まれた。ペイジが5歳の時、両親は離婚した。
1936年、ペイジの母親は、後のワーナー・ブラザースの社長ジャック・L・ワーナーと再婚した。しかし、彼は義理の娘の演技への興味を後押しすることはなかった。縁故主義と非難されることを恐れたためだった。1942年、当初、『カサブランカ』の脚本を「時代遅れ」で「陳腐」だと思っていたジョイだったが、マイケル・カーティス監督のオーディションを受け、独力で役を獲得した。ジャックは不本意ながら承認した。当時、彼女は高校を卒業したばかりの17歳だった。彼女はワーナーのスタジオのドラマコーチ、Sophie Rosensteinから演技のレッスンを受けた。
しかし、『カサブランカ』の後、ジャックは彼女の契約に署名することを拒否した。そのため、彼女は他のワーナー・ブラザースの映画に出演することはなかった。彼女は別のスタジオの映画やテレビに出演して演技を続けた。1945年、彼女は、俳優ウィリアム・T・オアと結婚した。彼は後にワーナー・ブラザースの幹部になり、縁故主義によって非難される原因となった。1959年のディズニーのテレビシリーズ『The Swamp Fox』出演を最後に、彼女は引退した。彼らは3人の子供をもうけたが、1970年に離婚した。彼らの息子、グレゴリー・オアは脚本家・プロデューサーになった。
2008年4月18日、彼女は、肺炎と脳梗塞によって生じた合併症で亡くなった。

## 出演作品
- カサブランカ (1942)
- キスメット (1944)
- 美女と闘牛士（英語版） (1950)
- Conquest of Cochise (1953)
- Fighter Attack (1953)
- もず (1955)
- Tonka (1958)

## 参考
1. ↑  Joy Page | Times Online Obituary
2. ↑  Joy Page, 83; in 'Casablanca,' Bogart told her: 'Go back to Bulgaria.' - Los Angeles Times